# Kapitan Bomba
Kapitan Bomba – polski komediowy serial animowany dla dorosłych, emitowany w latach 2007–2013, będący satyrą z sytuacji politycznej i obyczajowej Polski, osadzonej w fikcyjnym miejscu we wszechświecie. Autorem serialu jest Bartosz Walaszek. Głównym bohaterem serialu jest tytułowy Kapitan Bomba, żołnierz Gwiezdnej Floty, walczący z Sułtanem Kosmitów. Kapitan Bomba do dzisiaj cieszy się bardzo dużą popularnością, zaś liczne kwestie wypowiedziane w serialu przeszły do języka potocznego Polaków.
Kapitan Bomba wraz z cenzopapami uchodzi za ważniejszy polski przykład shock comedy – rodzaj gatunku komediowego, w którym żarty mają na celu wywołanie szoku u odbiorcy.

## Opis fabuły
Akcja serialu toczy się w fikcyjnej galaktyce Kurvix, której mapa przypomina konturowo mapę Polski. Głównym bohaterem serialu jest Tytus Bomba, żołnierz Gwiezdnej Floty. Jego podwładnymi są Sebastian „Sebek” Bąk i Janusz Sram. Sebastian Bąk jest słabym żołnierzem, gawędziarzem, interesującym się fotografią oraz grą Counter-Strike. Janusz Sram lubi wędkować i gotować, w przeciwieństwie do Bąka niewiele mówi.
Tytus Bomba porusza się po galaktyce statkiem kosmicznym Orzeł 1 (nazywanym w celowniku Orzełem 1) i walczy z kosmitami. Jest pasjonatem militariów. Po spłodzeniu dziecka decyduje się na jak najrzadsze bywanie w domu. Tytus Bomba konkuruje z J.J. Torpedą – chorążym (awansowanym później na stanowisko Admirała Gwiezdnej Floty) wykazującym większy od Bomby rozsądek, stosujący podczas walk z kosmitami strategię. Głównym wrogiem Tytusa Bomby jest Sułtan Kosmitów, nazywany również Otyłym Panem. Synem Sułtana Kosmitów jest chorujący na cukrzycę Michał Parchaś, zabity przez Tytusa Bombę. Władzę nad galaktyką sprawuje Admirał Gwiezdnej Floty, który dba o bezpieczeństwo mieszkańców. Pewnego dnia zostaje uprowadzony, następnie zmuszany do brania udziału w walkach gladiatorów. Na rozkaz Sułtana Kosmitów zostaje zabity. Po jego tragicznej śmierci następują wybory nowego.
W serialu poruszane są również trudne relacje rodzinne Tytusa Bomby. Jego ojcem był generał Bogdan „Lufa” Bomba, który stosował przemoc na swoim synu i nadużywał alkoholu. Trudne dzieciństwo przełożyło się na problemy dorosłego Tytusa: nienawiść wobec kosmitów, pracoholizm, trudności w relacjach z kobietami oraz niechęć wobec brata Modesta.
Ponadto w serialu prezentowane są stereotypowe wyobrażenia na temat pseudokibiców, budowlańców, policjantów, przestępców, alkoholików, urzędników, prostytutek, hejterów i innych grup społecznych. Postacią wyśmiewającą stereotyp budowlańca jest Bogusław Łęcina – właściciel firmy budowlanej, zatrudniający pomocnika Wacława. Stereotyp hejtera został wyśmiany w odcinku opowiadającym o Mariku1234, którego postać wzorowano na prawdziwym internaucie krytykującym pod tym nickiem produkcje Walaszka. Bohaterowie serialu nie stronią od kradzieży i oszustw podatkowych, które mają zapewnić im łatwy zarobek.
Motyw pseudokibiców przedstawiono w postaci konfliktu pomiędzy chuliganami stadionowymi RKS Huwdu (w serialu nazywany również RKS Chuwdu) i Polonii Napleton. Pojawiający się w serialu RKS Huwdu jest drugo- bądź trzecioligowym klubem piłkarskim oraz uczestnikiem zawodów piłkarskich EURO (skrót od: Ekonomiczne Uproszczone Rozgrywki Ogólnogalaktyczne). Zwolennicy tego klubu wykonują liczne przyśpiewki piłkarskie, będące parodiami prawdziwych przyśpiewek śpiewanych przez polskich kibiców.

## Produkcja
Autorem serialu jest Bartosz Walaszek, który wraz z bratem Łukaszem założył Zespół Filmowy Skurcz, a po jego rozpadzie w 2004 roku stworzył GIT Produkcję. Serial powstał jako odpowiedź na zarzuty Elżbiety Kruk, szefowej Krajowej Rady Radiofonii i Telewizji z ramienia Prawa i Sprawiedliwości, która w sierpniu 2007 roku nakazała przesunięcie emitowanych w telewizji kreskówek GIT Produkcji z godziny 15 na (początkowo) 22, następnie – późniejsze. W odpowiedzi Walaszek zdecydował się stworzyć serial tak kontrowersyjny, by nie mógł być emitowany w telewizji. Serial zadebiutował na stacji muzycznej 4fun.tv w paśmie Kartony. Łącznie powstało dziewięć sezonów, liczących w sumie 164 odcinki, które emitowano w latach 2007–2013. Pierwsze odcinki serialu trwały po kilkadziesiąt sekund (podobnie jak inne wcześniejsze produkcje Walaszka), ich długość stopniowo wydłużała się wraz z rozwojem projektu. W kolejnych odcinkach zachowano ciągłość fabularną oraz rozbudowano postacie. Walaszek użyczał głosu do większości postaci. W wyniku konfliktu między Walaszkiem a 4fun.tv w 2013 roku zakończono produkcję serialu. W 2020 roku prawa autorskie do Kapitana Bomby (oraz Laserowego gniewu dzidy i Kalibru 200 Volt) przejęła spółka CDA SA.
Serial obfituje w liczne wulgaryzmy, nawiązania do narządów płciowych (np. konsekwencją przekroczenia granicy Wszechświata jest zamiana materii organicznej w penisy), memów internetowych oraz bieżących wydarzeń w Polsce (np. wyborów prezydenckich w 2010 roku, sporów wokół krzyża sprzed Pałacu Prezydenckiego w Warszawie, Mistrzostw Europy w Piłce Nożnej 2012). Nazwy własne miejsc, gatunków i ras kosmitów są często tworzone w oparciu o wulgaryzmy, np. Kutaż, Wypizdylion 1, Kurvinox, Kutanoid, Zdupydomordyzaur. Inne nazwy powstały na skutek zabawy formą gramatyczną, np. Srajdomorda, Małyhumzatodużejaja. Niektóre nazwy planet zapożyczono z istniejących nazw geograficznych, np. Zbąszynek czy Mazury (jako zbiorowisko planet). Przy tworzeniu nazw korzystano z sufiksów: -ex (i jej wariantów -ax, -ix, -ox), -os, -pol, -us, -ux.
Języki postaci są stylizowane na odmiany językowe właściwe dla danej grupy zawodowej. W przeciwieństwie do większości postaci posługujących się językiem polskim, Sułtan Kosmitów mówi w języku stylizowanym na włoski, gdzie część słów jest wymyślonych, np. kutasso della laser (dzida laserowa), mortadella (zginąć), uomo dla machinery (cyborg), genitalia (geniusz), cosanostra (kozakowanie). Niekiedy Sułtan Kosmitów posługuje się polszczyzną, lecz z włoskim akcentem.
Nazwy niektórych postaci związanych z Gwiezdną Flotą nawiązują do słownictwa wojskowego, np. Tytus Bomba, Bogdan „Lufa” Bomba, J.J. Torpeda. Inne nazwy własne nawiązują do imion i nazwisk osób znanych z historii bądź postaci fikcyjnych z kultury masowej, np. Ojciec Pijo (św. Ojciec Pio), Owsik (Jerzy Owsiak), Pan Kleks (Ambroży Kleks), Major Zagłoba (Onufry Zagłoba). Niektóre imiona są stylizowane na język obcy, np. Castel Gandolfo (postać powiązana z mafią), Mkbewe (czarnoskóra postać, imię stylizowane na afrykańskie). Epizodyczne postacie noszą zdrobnienia imion powszechnie występujących w Polsce, np. Michałek, Piotrek, Bartek, Krzysiek.
Serial obfituje w nawiązania do filmów science-fiction, np. Terminatora, Star Treka, Predatora.
W warstwie muzycznej wykorzystano utwory zespołów Nunczaki Orientu, Bracia Figo Fagot (zespół Bartosza Walaszka i Piotra Połacia), Nocny Kochanek oraz W jednym stali domu (w którym grał Piotr Połać). Zespół Nocny Kochanek występował jako Night Mistress, jednak zmienił nazwę po tym, jak Bartosz Walaszek w spin-offie Kapitan Bomba – Zemsta Faraona przedstawił zespół pod obecną nazwą.

## Odbiór
Kapitan Bomba cieszy się bardzo dużą popularnością i uchodzi za klasyczną produkcję Bartosza Walaszka. Sukces produkcji przyczynił się do zwiększenia popularności stacji 4fun.tv. Liczne kwestie wypowiedziane w serialu (np. wóda, dziwki i lasery, Czujesz ten zapach? Tak pachnie sto złotych) przeszły do języka potocznego Polaków, zaś muzyka z serialu jest grana na zabawach towarzyskich. Powiedzenia z Kapitana Bomby oraz z innych seriali Bartosza Walaszka nazwano walaszkizmami.
Bardzo dużą popularnością cieszy się pojawiający w serialu fikcyjny klub piłkarski RKS Huwdu, który w rzeczywistości doczekał się kibiców. Popularność Kapitanowi Bombie przyniosły liczne memy internetowe, odwołujące się do cytatów z serialu. W styczniu 2020 roku profil Kapitana Bomby na Facebooku liczył prawie 190 tys. osób. Odcinki dostępne w serwisie YouTube miały w lutym 2023 roku od kilkuset tysięcy do kilku milionów wyświetleń (np. odcinek pt. R.K.S. CHUWDU w tym okresie miał 3,4 mln odsłon).
Wielu fanów serialu bezskutecznie próbowało namówić Bartosza Walaszka do stworzenia nowych odcinków serialu. Na podstawie apeli fanów powstał okrzyk Walaszek Grubasie, kiedy Bomba?, później przerabiany na liczne sposoby. Na podstawie serialu w 2019 roku powstał film fanowski.

## Spin-offy
Sukces Kapitana Bomby przyczynił się do powstania spin-offów: Laserowy gniew dzidy i Galaktyczne Lektury oraz dwóch filmów pełnometrażowych: Kapitan Bomba – Kutapokalipsa (premiera 23 marca 2012 roku) i Kapitan Bomba – Zemsta Faraona (premiera 5 października 2012 roku).

## Odniesienia w kulturze
- Przed wyborami samorządowymi w Polsce kandydujący na prezydenta Warszawy Paweł Tanajno zawarł w swoim programie wyborczym hasło średnia hawajska dla każdego. Pochodzące z Kapitana Bomby hasło jest żartobliwą obietnicą wyborczą Domino Jachasia, kandydata na Admirała Gwiezdnej Floty[29][30][4].
- W 2010 roku ukazała się gra karciana Kapitan Bomba, wydana przez Kuźnię Gier[31].
- W 2022 roku na portalu pomagam.pl ruszyła zbiórka na polskie drony bojowe dla Ukrainy. Podczas zbiórki trwało głosowanie na nazwy kolejnych dronów. Jeden z nich otrzymał nazwę Orzeł 1, która nawiązuje do statku kosmicznego, którym poruszał się Tytus Bomba. Z darowizn 13 tys. osób zebrano ok. 1,5 mln złotych[5].